# Vicente Prado
Vicente Prado Suárez (Viella, Siero, mayo de 1964), conocido como "El Pravianu", es un gaitero asturiano.
Tiene desde niño una gran vocación por todo lo que con el folklore y la música tradicional asturiana esté relacionado, y con el transcurso del tiempo ha convertido esta afición en su profesión, siendo en la actualidad uno de los más sobresalientes gaiteros de Asturias y uno de los pocos constructores de este instrumento.
Se inició en el mundo musical con tan solo trece años, bajo la tutela de Luis de Arnizo, y con catorce años comenzó a participar en diferentes concursos. En 1989, inicia su andadura como profesor de gaita.
Son varias las facetas en las que Vicente Prado ha destacado como profesional, resaltando las siguientes:
- GAITERO
- ARTESANO DE LA GAITA ASTURIANA
- PROFESOR DE GAITA
- MONOLOGUISTA

## Álbumes

### Propios
- Río Verde (1987)
- Viniendo de Maliayo (1998)
- El Pravianu (2000)
- Vicente Prado, "El Pravianu" (2006).
- " Vicente Prado "El Pravianu" & Pepin Robles Mano a Mano"" (2010)
- "Vicente Prado "El Pravianu" Toca y Canta" (2014)

### Junto a otros artistas
Además de varios discos dentro del grupo de Folixa Astur, ha participado también en:
- Villancicos asturianos (1989)
- Disco de monólogos junto a "El Maestro" y "Mundín" (1988)

## Premios
- 1978, primer premio categoría juvenil concurso canción asturiana de Mercaplana Gijón.
- 1981, primer premio modalidad gaitero concurso canción asturiana de Mieres.
- 1982, primer premio modalidad gaitero concurso canción asturiana de Mercaplana Gijón.
- Primer premio modalidad gaitero concurso de canción asturiana de El Entrego.
- 1987, Primer premio modalidad gaitero Selección Asturiana «Memorial Remis Ovalle»
- 1987, premio Mcallan al mejor gaitero astur-galaico en el festival Intercéltico de Lorient
- "Urogallo de Bronce" en el apartado de folklore 1990
- Galardón "puente vieyu" Lugones 1993

- Datos: Q9093342